# Ospedaletto Lodigiano
Ospedaletto Lodigiano là một đô thị ở tỉnh Lodi trong vùng Lombardia của Italia, cách khoảng 45 km về phía đông nam của Milano và khoảng 14 km về phía đông nam của Lodi. Tại thời điểm 31 tháng 12 năm 2004, đô thị này có dân số 1.694 người và diện tích là 8,5 km².
Ospedaletto Lodigiano giáp các đô thị: Brembio, Casalpusterlengo, Livraga, Somaglia, Orio Litta, Senna Lodigiana.